# Пауль фон Леттов-Форбек
Пауль Еміль фон Леттов-Форбек (нім. Paul von Lettow-Vorbeck) (20 березня 1870, Саарлуї — 9 березня 1964, Гамбург) — німецький військовий та політичний діяч, генерал від інфантерії імперської армії Німеччини. Прославився обороною німецьких колоній в Східно-Африканській кампанії під час Першої світової війни. Протягом більше ніж 4 років, з силами, які в найкращі часи не перевищували 14 000 солдат (3 000 німців та 11 000 тубільців), успішно протистояв значно переважаючим силам супротивника, що складали 300 000 військових британської, бельгійської та португальської армій. Не зазнавши жодної поразки на полі бою, фон Леттов-Форбек став єдиним німецьким командиром, що вів успішні дії на території британських колоній в Африці за часів світової війни.

## Життєпис

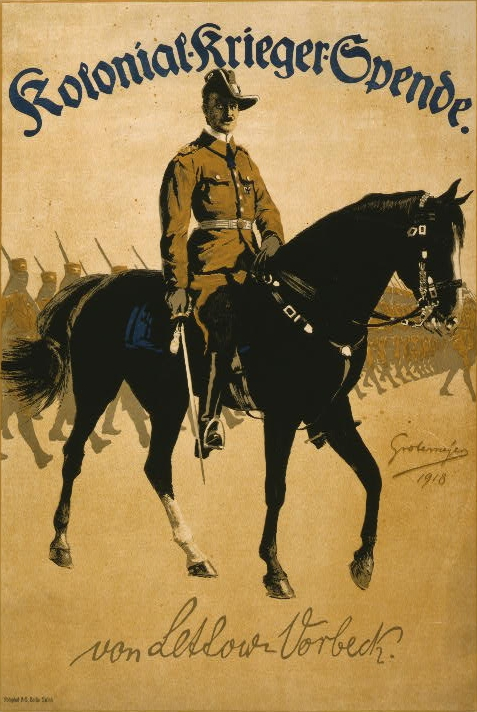
Пауль фон Леттов-Форбек. Плакат Першої світової війни, 1918.

В 1904—1907 в чині капітана служив в німецькій Південно-Західній Африці (сучасна Намібія). Брав участь у придушені повстання племені герреро. 1914 року був переведений у Східну Африку (сучасна Танзанія). На момент початку Першої світової війни у його розпорядженні було 261 білих і 4680 тубільних солдатів (аскарі). Після початку війни організував формування добровільних загонів в які за час війни вступило близько 3 тисяч чоловік. З цими силами, вдало використовуючи рельєф місцевості, Пауль фон Леттов-Форбек успішно тримався проти значно більших сил англійців та португальців. Постійно проводив активні військові операції.
Найбільш вдалою військовою операцією вважається битва при Тангі. Фон Леттов-Форбек сконцентрував війська в районі Дар-ес-Саламу. 15 вересня 1914 перейшов англо-німецький кордон і зайняв Тавету. В листопаді 1914 англійське колоніальне командування висадило десант (6-8 тисяч солдатів за підтримки крейсерів). Леттов-Форбек організував вдалу оборону і завдав поразки англійським військам.
Недостатня кількість спорядження і людей змушувала його постійно маневрувати. Він вміло використовував партизанську тактику в боях з військами Антанти. Йому вдалося розбити англійські війська біля Пассіне в січні 1915, Мохіве в серпні 1917 та в інших.
4 листопада 1916 нагороджений орденом Pour le Mérite, а 10 жовтня 1917 отримав Дубове листя до нього.
В листопаді 1917 форсував Ровуму і вторгнувся зі своїми загонами (300 білих, 1700 тубільців) в португальську Східну Африку (сучасний Мозамбік), в липні 1918 досяг порту Келімане. Повернувся з експедиції у вересні 1918.
2 листопада 1918 фон Леттов-Форбек із загоном (30 офіцерів, 120 білих солдат, 1156 тубільців) вторгся в англійську колонію Родезію, де отримав повідомлення про підписання перемир'я і склав зброю.
З 1919 командир бригади в складі рейхсверу. В 1920 брав участь у Каппському заколоті, після якого був змушений піти у відставку. З 1928 член Рейхстагу від Німецької народної партії (з 1930 — Консервативна народна партія).
Автор мемуарів «Мої спогади про Східну Африку» (1921) та інших.
Дії фон Леттов-Форбека створили йому загальну популярність в Німеччині як під час війни, так і в часи Веймарської республіки, Третього рейху і ФРН.

## Звання
- Фенріх (7 лютого 1888)
- Другий лейтенант (15 січня 1889) — патент від 7 лютого 1888 року.
- Перший лейтенант (30 травня 1895)
- Гауптман (23 березня 1901) — 6 березня 1906 року одержав патент від 23 березня 1899 року.
- Майор (22 березня 1907)
- Оберст-лейтенант (1 жовтня 1913)
- Оберст (18 серпня 1915)
- Генерал-майор (29 жовтня 1917)
- Генерал-лейтенант запасу (15 травня 1920)
- Генерал піхоти запасу (27 серпня 1939)

## Нагороди
- Пам'ятна військова медаль «Імперський маневр і парад 1893»
- Столітня медаль (1897)
- Портрет генерал-майора фон Трота (19 січня 1901)
- Китайська медаль (29 вересня 1901)
- Орден Червоного орла 4-го класу з мечами і короною
  - орден з мечами (21 жовтня 1901)
  - корона (3 листопада 1904)
- Орден Святого Станіслава 3-го ступеня з мечами (Російська імперія) (1903)
- Орден «За заслуги» (Баварія)
  - 4-го класу з мечами (29 травня 1906)
  - 4-го класу з короною (19 листопада 1910)
- Орден Корони (Пруссія)
  - 3-го класу з мечами (16 вересня 1906)
  - 2-го класу з мечами
- Медаль «За кампанію в Південно-Західній Африці» (1904)
- Хрест «За вислугу років» (Пруссія) (4 червня 1908)
- Орден Вюртемберзької корони, лицарський хрест із золотим левом
  - орден (9 квітня 1908)
  - лев (1 березня 1913)
- Орден дому Саксен-Ернестіне, командорський хрест 2-го класу (19 липня 1910)
- Орден Святого Михайла (Баварія) 3-го класу (31 березня 1913)
- Залізний хрест 2-го і 1-го класу (28 липня 1915)
- Орден Альберта (Саксонія), офіцерський хрест з мечами (2 жовтня 1916)
- Pour le Mérite з дубовим листям
  - орден (№4 867) (4 листопада 1916)
  - дубове листя (№198) (10 жовтня 1917)
- Хрест «За військові заслуги» (Мекленбург-Шверін) 2-го класу (2 липня 1917)
- Ганзейський Хрест
  - Гамбург (1 серпня 1917)
  - Бремен (19 березня 1919)
  - Любек (28 березня 1919)
- Орден Заслуг дому герцога Петра-Фрідріха-Людвіга, почесний великий командорський хрест з мечами і лавровим вінком (1 серпня 1918)
- Нагрудний знак «За поранення» в чорному (1 березня 1919)
- Військовий орден Святого Генріха, лицарський хрест (30 січня 1920 або 20 лютого 1922)
- Хрест «За військові заслуги» (Австро-Угорщина) 1-го класу (17 лютого 1923)
- Почесний хрест ветерана війни з мечами (20 березня 1935)
- Портрет імператора Вільгельма II (1935)
- Привітання з 85-річчям від мешканців Гамбурга-вихідців із Східної Африки (30 березня 1985)

### Почесні звання
- Почесний доктор Берлінського університету (19 січня 1919)
- Почесний член Ростоцького університету (12 листопада 1919)
- Почесний член берлінського відділу Сталевого шолома
- Почесний член Союзу Киффгойсера (7 лютого 1953)
- Почесний член Союзу німецьких бойскаутів (лютий 1956)
- Почесний громадянин міста Саарлуї (1956)